# Mangatini Falls
Die Mangatini Falls sind ein Wasserfall im Buller District in der Region West Coast auf der Südinsel Neuseelands. Er liegt im Lauf des Mangatini Stream an dessen Mündung in den Ngākawau River östlich der Ortschaften Hector und Ngakawau. Seine Fallhöhe beträgt 25 Meter (nach anderer Angabe 10 Meter).
Der Wasserfall ist entlang der Wegstrecke der Charming Creek Tramway in rund 50 Minuten zu Fuß erreichbar.